# Estación de Baar Lindenpark
La estación de Baar Lindenpark es una estación ferroviaria de la comuna suiza de Baar, en el Cantón de Zug.

## Historia y situación
La estación de Baar Lindenpark fue inaugurada en el año 2004 con la puesta en servicio de la red de trenes de cercanías Stadtbahn Zug. En un principio la tercera vía estaba prevista que sirviese como apartadero de material ferroviario debido a la cercanía con la estación de Zug, pero con el avance del proyecto Stadtbahn Zug se decidió que también prestase servicio para trenes de viajeros.
Se encuentra ubicada en el borde sur de la comuna de Baar. Cuenta con dos andenes, uno central y otro lateral a los que acceden dos vías pasantes y una vía topera. En el andén central se encuentran las vías 1 y 2, siendo la vía 1 la topera donde finalizan o inician recorrido los trenes de la línea S 2, en la vía 2 efectúan parada los trenes de la S 1 en sentido Zug, y en la vía 3, situada en el andén lateral, paran los trenes de la S 1 hacia Baar. Baar Lindenpark se encuentra unida por el sur con la playa de vías de la estación de Zug.
En términos ferroviarios, la estación se sitúa en la línea Thalwil - Zug - Arth-Goldau. Sus dependencias ferroviarias colaterales son la estación de Baar Neufeld hacia Thalwil y la estación de Zug en dirección Arth-Goldau.

## Servicios ferroviarios
Los servicios ferroviarios de esta estación están prestados por SBB-CFF-FFS.

### Stadtbahn Zug
De la red de cercanías Stadtbahn Zug pasan dos líneas por la estación:
- S 1 Baar - Zug - Cham - Rotkreuz - Lucerna
- S 2 Baar Lindenpark - Zug - Walchwil - Arth-Goldau - Brunnen - Erstfeld

1. En días laborables frecuencias de 15 minutos en el tramo Baar - Zug - Rotkreuz y de 30 minutos hasta Lucerna. En festivos trenes cada 30 minutos entre Baar y Rotkreuz y de 60 minutos hasta Lucerna.